# Лари Краун
„Лари Краун“ (на английски: Larry Crowne) е американска романтична комедия от 2011 г. с участието на Том Ханкс и Джулия Робъртс. Филмът е режисиран и продуциран от Ханкс, който е съсценарист със Ниа Вардалос. Пуснат е във Съединените щати на 1 юли 2011 г.

## Актьорски състав
| Актьор              | Роля                    |
| ------------------- | ----------------------- |
| Том Ханкс           | Лари Краун              |
| Джулия Робъртс      | Мерцедес „Мърси“ Тейнът |
| Гугу Мбата-Роу      | Талия                   |
| Уилмър Валдерама    | Дел Гордо               |
| Пам Гриър           | Францис                 |
| Седрик Шоумена      | Ламар                   |
| Тараджи Хенсън      | Б'Ела                   |
| Брайън Кранстън     | Дийн Тейнът             |
| Рами Малек          | Стив Дибалси            |
| Мария Каналс-Барера | Лала Пинедо             |
| Рита Уилсън         | Уилма Кю Гамелгаард     |
| Джордж Такеи        | Доктор Ед Мацутани      |
| Сай Ричардсън       | Ейвъри                  |
| Дейл Дай            | Кокс                    |
| Иън Гомез           | Франк                   |
| Малкълм Барет       | Дейв Мак                |
| Чет Ханкс           | Разносвач на пици       |
| Ния Вардалос        | Джин на картата (глас)  |
| Джон Седа           | Полицай Даймънд         |
| Грейс Гъмър         | Наталия Калимерис       |
| Роб Риджъл          | Джак Странг             |
| Рандъл Парк         | Треньор Уонг            |

## В България
В България филмът е пуснат по кината на 8 юли 2011 г. от „А Плюс Филмс“. На 21 май 2012 г. е издаден на DVD.